# Neobythites pallidus
Neobythites pallidus är en fiskart som beskrevs av Nielsen, 1997. Neobythites pallidus ingår i släktet Neobythites och familjen Ophidiidae. Inga underarter finns listade i Catalogue of Life.